# Bullialdus (cràter)

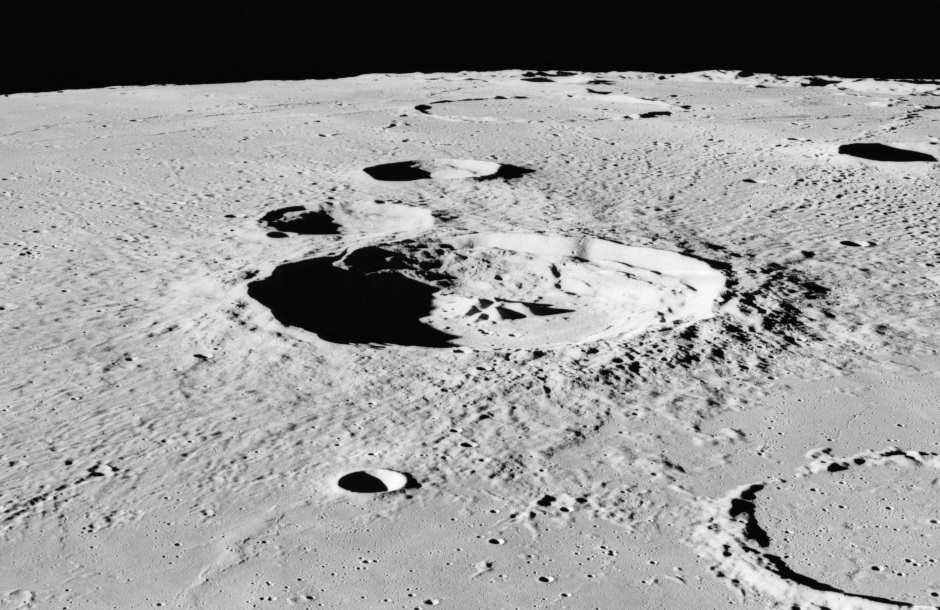
Fotografia de la missió Apol·lo 16

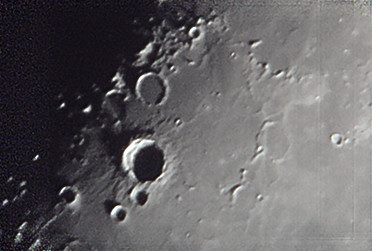
Cràter Bullialdus vist des de la terra, sota el centre-esquerra

Bullialdus és un cràter d'impacte situat en la part occidental del Mare Nubium. Al nord-nord-oest es troba el cràter Lubiniezky (trencat per una esquerda i inundat de lava). Al sud-oest de Bullialdus es troba el cràter König, de menor grandària.
La ubicació relativament aïllada d'aquest cràter serveix per posar en relleu el seu contorn ben format. Bullialdus presenta una alta vora externa circular, encara que alguns observadors aprecien una aparença lleugerament poligonal. Les parets interiors són terraplenades i contenen molts signes de lliscaments de materials. Les rampes exteriors estan cobertes d'una ampli mantell d'ejeccions que posa en relleu un patró radial de crestes i valls baixes.
Al centre del cràter apareix una formació amb diversos pics i que s'alça a més d'un quilòmetre d'altura. Una aresta elevada s'estén des dels cims fins al sud-est, fins que finalment es fusiona amb la paret interior. El sòl del cràter és generalment aspre, amb moltes pujades i baixades. En general, té una forma un poc convexa, bombada cap amunt al centre. Quan el sol està en un angle alt, el brocal i les muntanyes centrals apareixen més brillants que l'entorn, i es poden veure taques blanques en el fons del cràter.
|  |  |

Estudis en llum infraroja de la regió del cràter han revelat almenys tres capes d'estrats. L'impacte també pot haver travessat un dic màfic intrusiu, la qual cosa significa l'existència d'un cos de roca ígnia cristal·litzada amb altes concentracions d'elements més pesats (tals com el magnesi en aquest cas).
Dos cràters més petits però notables es troben just al sud del cràter principal. Bullialdus A se troba just al sud-oest de Bullialdus, dins de les seves muralles. Al sud de Bullialdus A se troba el lleugerament més petit Bullialdus B.

## Cràters satèl·lit

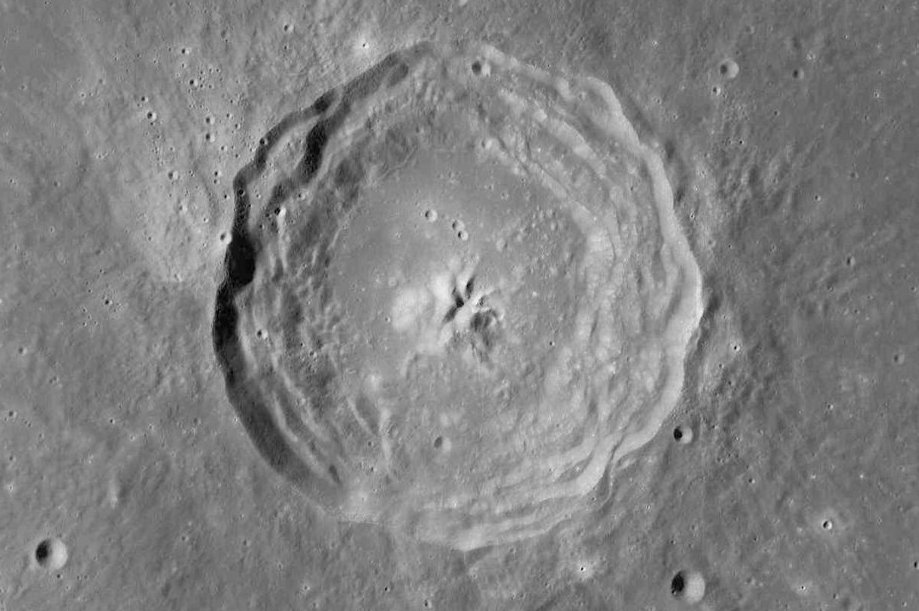
Fotografia de la missió Lunar Reconnaissance Orbiter

Per convenció aquests elements són identificats en els mapes lunars posant la lletra en el costat del punt mitjà del cràter que està més prop de Bullialdus.
|            | \| Bullialdus \| Coordenades \| Diàmetre \| \| ---------- \| ------------------------------------ \| -------- \| \| A \| 22° 06′ S, 21° 30′ O / 22.1°S,21.5°O \| 26 km \| \| B \| 23° 24′ S, 21° 54′ O / 23.4°S,21.9°O \| 21 km \| \| E \| 21° 42′ S, 23° 54′ O / 21.7°S,23.9°O \| 4 km \| \| F \| 22° 30′ S, 24° 48′ O / 22.5°S,24.8°O \| 6 km \| \| G \| 23° 12′ S, 23° 36′ O / 23.2°S,23.6°O \| 4 km \| \| H \| 22° 42′ S, 19° 18′ O / 22.7°S,19.3°O \| 5 km \| \| K \| 21° 48′ S, 25° 36′ O / 21.8°S,25.6°O \| 12 km \| \| L \| 20° 12′ S, 24° 24′ O / 20.2°S,24.4°O \| 4 km \| \| R \| 20° 06′ S, 19° 48′ O / 20.1°S,19.8°O \| 17 km \| \| Y \| 18° 30′ S, 19° 06′ O / 18.5°S,19.1°O \| 4 km \| |          |
| Bullialdus | Coordenades | Diàmetre |
| A          | 22° 06′ S, 21° 30′ O / 22.1°S,21.5°O | 26 km    |
| B          | 23° 24′ S, 21° 54′ O / 23.4°S,21.9°O | 21 km    |
| E          | 21° 42′ S, 23° 54′ O / 21.7°S,23.9°O | 4 km     |
| F          | 22° 30′ S, 24° 48′ O / 22.5°S,24.8°O | 6 km     |
| G          | 23° 12′ S, 23° 36′ O / 23.2°S,23.6°O | 4 km     |
| H          | 22° 42′ S, 19° 18′ O / 22.7°S,19.3°O | 5 km     |
| K          | 21° 48′ S, 25° 36′ O / 21.8°S,25.6°O | 12 km    |
| L          | 20° 12′ S, 24° 24′ O / 20.2°S,24.4°O | 4 km     |
| R          | 20° 06′ S, 19° 48′ O / 20.1°S,19.8°O | 17 km    |
| Y          | 18° 30′ S, 19° 06′ O / 18.5°S,19.1°O | 4 km     |

## Referències

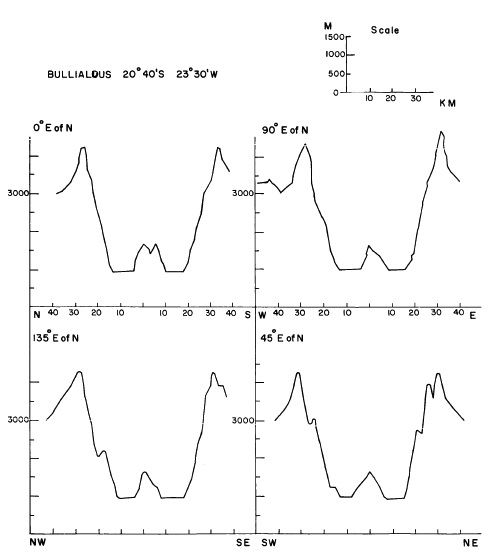
Seccions transversals del cràter